# 北久米町
北久米町（きたくめまち）は愛媛県松山市の地名。2012年1月1日現在の人口は4,671人、世帯数は2,011世帯。郵便番号は790-0923。

## 地理
松山市東部に位置する。
東野、食場町、平井町、南久米町、来住町、今在家、星岡町、福音寺町と接している。

## 校区
市立の小・中学校に通う場合、北久米小学校、福音小学校、久米中学校の学区となる。

## 交通
伊予鉄道横河原線の北久米駅が町内にある。

## 施設
- 駅　伊予鉄道横河原線北久米駅
- 公園　北久米七区公園、八区公園
- 学校　松山学院高等学校
- 店舗　サニーマート久米店
- ゴルフ場　久米ゴルフセンター、客野ゴルフ